# 14e division d'infanterie (Pologne)
Pour les articles homonymes, voir 14e division.

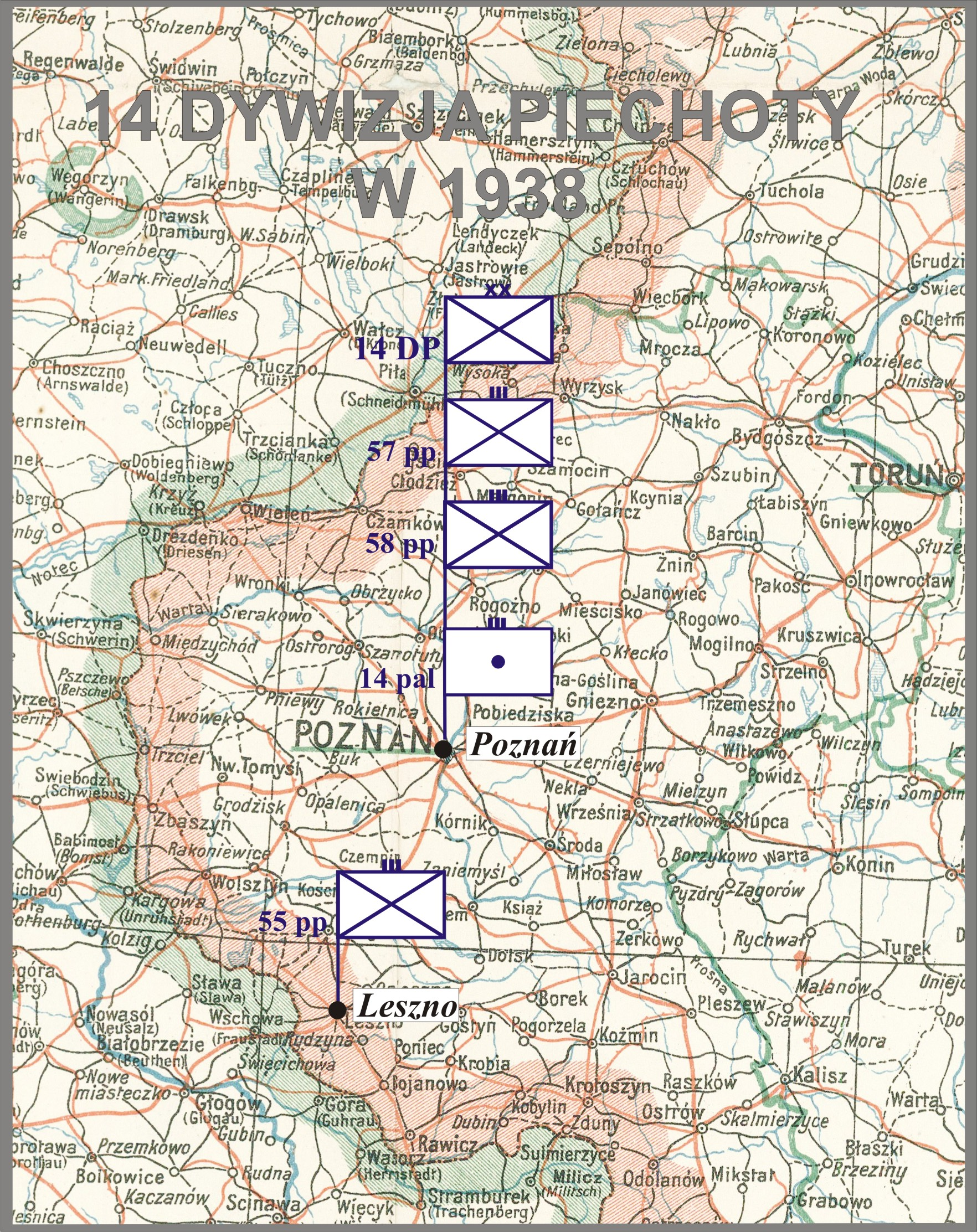
14 DP w 1938

La  14e Wielkopolska Division d'Infanterie est une des divisions d'infanterie de l'armée polonaise durant la Seconde Guerre mondiale.

## Théâtres d'opérations
- janvier 1919 — mars 1921: Guerre soviéto-polonaise
- 1er septembre au 28 septembre 1939 : Campagne de Pologne